# Vararia insolita
Vararia insolita är en svampart som beskrevs av Boidin & Lanq. 1976. Vararia insolita ingår i släktet Vararia och familjen Lachnocladiaceae.   Inga underarter finns listade i Catalogue of Life.